# János Vistai András
János András, cunoscut sub pseudonimul Vistai, (n. 5 aprilie 1926, Viștea – d. 25 februarie 2006, București) a fost un scriitor, publicist și traducător maghiar din România. A fost unul dintre cei mai importanți cercetători ai istoriei și etnografiei Țării Călatei și redactor-șef al revistei Művelődés din București (1969-1974), având un rol important în dezvoltarea activității editoriale.

## Biografie
János András a studiat la Colegiul Reformat din Cluj, apoi a urmat studii universitare la Cluj și București. A fost membru al Móricz Zsigmond Kollégium. A debutat ca publicist în revista Világosság din Cluj (1946). Începând din 1948 a fost activist pe probleme culturale al Uniunii Populare Maghiare (MNSZ). A lucrat timp de 16 ani (1952-1968) ca lector la Editura pentru Literatură din București și Cluj, ocupându-se de editarea cărților de literatură, istorie, cultură și etnografie în limba maghiară.
În paralel, a activat ca redactor la revista Művelődési Útmutató, apoi la Tanügyi Újság și Îndrumătorul Cultural. Între anii 1969 și 1974 a fost redactor-șef al revistei Művelődés, una dintre cele mai importante reviste ale minorității maghiare din România. Începând din 1975 a lucrat la Editura Kriterion din Cluj, de unde s-a pensionat în 1991.
În anii 1990 a colaborat împreună cu Ambrus Miskolczy, șeful catedrei de Filologie Română de la Universitatea Eötvös Loránd din Budapesta, la elaborarea Encyclopedia Transylvanica și a seriilor de cărți publicate sub egida Europa Annales. În același timp, a lucrat ca traducător și editor de carte. În 1990 a publicat două lucrări referitoare la activitatea scriitorilor Mór Jókai și Kálmán Mikszáth.
A tradus în limba maghiară opere literare (povestiri și romane) ale scriitorilor români N.D. Cocea, Mihail Sadoveanu, Marin Preda, Liviu Rebreanu și Zaharia Stancu, precum și studiul istoric Românii supt Mihai-Voievod Viteazul al lui Nicolae Bălcescu. A realizat împreună cu Mihai Gafița o antologie a literaturii române. În semn de recunoaștere a muncii sale, a fost distins în 1984 cu Premiul pentru traducere al Uniunii Scriitorilor din România.
În plus față de realizarea de antologii literare și traduceri a fost implicat în compilarea colecțiilor apărute la Editura Európa. A editat împreună cu Zoltán Jékely un volum de poezii traduse în limba maghiară ale lui George Coșbuc (Budapesta, 1958), împreună cu János Domokos un volum de balade și cântece populare românești (Budapesta, 1962) și împreună cu György Belia un volum de proză scurtă românească (Budapesta, 1965). La sfârșitul anilor 1990 a tradus lucrarea Istorie și mit în conștiința românească (1997) a istoricului român Lucian Boia. Traducerea în limba maghiară a apărut în 1999 sub titlul Történelem és mítosz a román köztudatban.

## Lucrări publicate
- Román népballadák és népdalok, red. (cu János Domokos), București, 1961 [= Kihajtott a bükk levele, Budapesta, 1961. Kizöldült a bükk levele.;[m 1]
- A román irodalom kis tükre, antol., vol. 2-4, szerk. (cu Mihai Gafița), București, 1962-1964;
- Romániai elbeszélők (cu György Belia), 1965;
- Mihail Sadoveanu: Válogatott művek, selecție, note [cu János Domokos], vol. 1-3, București, 1966;
- Jókai Mór: Kelet királynéja, selecție, note, București, 1990;
- Mikszáth Kálmán: Vidéki alakok, vol. 1-2, selecție, note, Kvár, 1991, 1992.

## Traduceri
| - Nicolae Bălcescu: Válogatott munkái (cu Bélá Kelemen). București, 1956. - Liviu Rebreanu: Parasztok. București, 1956. - George Coșbuc: A pásztorlány (cu Zoltán Jékely, redactor editor). Budapesta, 1958. [= Költemények, București, 1958]. - Liviu Rebreanu: Leszámolás, povestiri. București, 1958. - Alexandru Sahia: Az élő üzem, povestiri (cu Rózsa Ignácz). București, 1960. - Marin Preda: Merészség, roman. București, 1960. - Zaharia Stancu: Zivatar, roman. București, 1961. - Nicolae Cocea: A hosszú élet bora, roman. Budapesta, 1962. - Nicolae Bălcescu: A románok Vitéz Mihály vajda idejében. București, 1963. | - Zaharia Stancu: Játék a halállal (Jocul cu moartea), roman. București, 1964, 1974. - Mihail Sadoveanu: Perzsa díván. București, 1980. - Ștefan Pascu: Mit jelent Erdély?. București, 1984. - Liviu Rebreanu: Tallérok. București, 1985. - Vasile Voiculescu: Bölényfej, povestiri. București, 1988. - Zaharia Stancu: Uruma. București, 1990. - Victor Eftimiu: Bécsi szerelem. București, 1991. - Lucian Boia: Történelem és mítosz a román köztudatban. București-Cluj: Kriterion, 1999. 366 o. ISBN 973-26-0578-2. ed. a II-a, Cluj, 2005. |